# Antoine Bussy
Antoine Alexandre Brutus Bussy (29 de mayo de 1794, Marsella - 1 de febrero de 1882, París) fue un químico francés que se centró principalmente en los productos farmacéuticos.
En 1831 publicó la "Mémoire sur le Radical métallique de la Magnésie" donde se describe un método de preparación de magnesio por calentamiento de cloruro de magnesio y algo de potasio en un tubo de vidrio. Cuando se lava el cloruro de potasio obtenido, se observan unos pequeños glóbulos de magnesio.

## Biografía
Estudió en la École Polytechnique (promoción X1813) y defiende su doctorado en química en la Facultad de Farmacia de París en 1823. En 1832 se convirtió en Doctor en Ciencias Médicas. Fue profesor en la Escuela de Farmacia desde 1824 hasta 1874, llegando a ser director de dicha institución. Fue elegido miembro de la Academia de Ciencias en 1850. Fue elegido presidente de la Academia de Medicina en 1856 y de la Sociedad de Farmacia de París en 1868.

## Trabajos principales
En 1828, aisló por primera vez el nuevo elemento berilio, independientemente de Friedrich Wöhler, por lo que tanto a Bussy como a Friedrich Wöhler se les atribuye el mérito de aislar dicho elemento. Bussy lo consiguió en agosto de 1828 por reacción entre el potasio y el cloruro de berilio fundido.
Después de que Humphry Davy en 1809 lograse preparar una pequeña cantidad de magnesio por electrólisis, Bussy logró en 1828 preparar mayores cantidades. También realiza investigaciones sobre compuestos orgánicos. Fue él quien en 1833 le asignó el nombre acetona a dicho compuesto.